# Hommerts
Hommerts (Fries: De Hommerts) is een dorp in de gemeente Súdwest-Fryslân, in de Nederlandse provincie Friesland. Hommerts ligt ten zuiden van Sneek en ten oosten van Heeg aan de N354 en de Zandsloot. Ten zuiden van Hommerts loopt de Jeltesloot en ten oosten het Prinses Margrietkanaal  In het noordoosten ligt de Anewiel.
Hommerts vormt samen met Jutrijp een tweelingdorp, Jutrijp-Hommerts genoemd. In 2023 telde Hommerts 650 inwoners. In het postcodegebied van Hommerts ligt de buurtschap Lippenwoude.

## Geschiedenis
Hommerts is in de late Middeleeuwen ontstaan. Het dorp groeide langs de Zandsloot. Door de aanleg van de rijksstraatweg in 1843 ontwikkelde Hommerts zich als een langgerekt lintdorp. In de tweede helft van de twintigste eeuw ontstond rond de Hettingawei enige nieuwbouw.

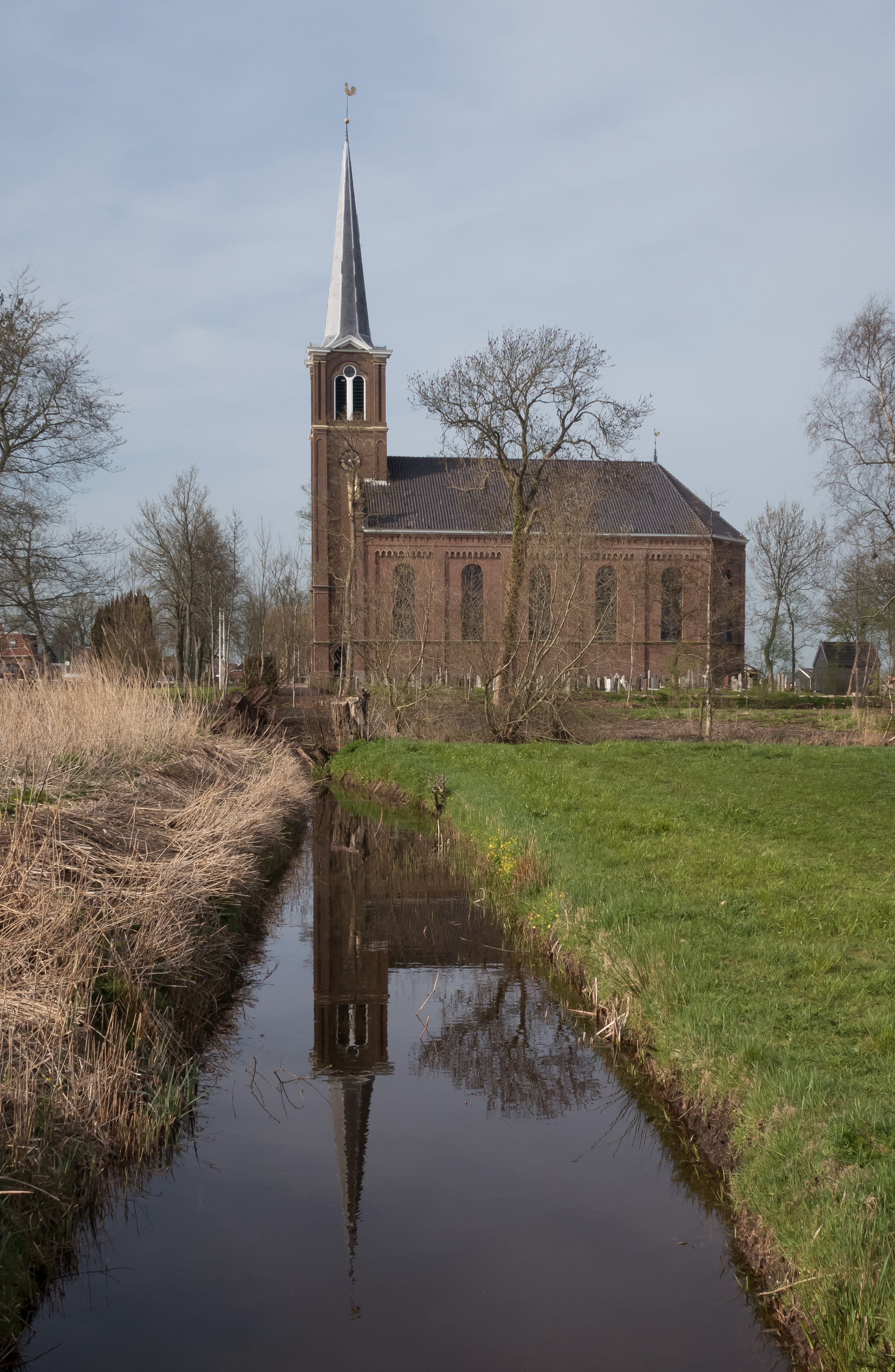
Johannes de Doperkerk

Het dorp werd in de 13e eeuw vermeld als Humerke, in 1399 als Hummertze, in 1422 als in Hummertse, in 1426 als in der Hummerze, in 1440 als Humerken, in 1505 als Hommerts en in 1579 als Hommerck.
De plaatsnaam zou verwijzen naar een grensland, een afgebakend gebied of onverdeelde gemeenschappelijke gronden (marke). Mogelijk komt het eerste elememt 'hum' (hom) van de persoonsnaam Huga.
Tot 2011 lag Hommerts in de voormalige gemeente Wymbritseradeel.

## Bevolking
| Jaar | Bevolking | Bron  |
| ---- | --------- | ----- |
| 1872 | 450       | [ 3 ] |
| 2013 | 580       | [ 4 ] |
| 2018 | 610       | [ 4 ] |
| 2023 | 605       | [ 4 ] |

## Kerk
De kerk van het dorp, de Johannes de Doperkerk is een zaalkerk uit 1876 met eclectische elementen. De toren heeft een ingesnoerde torenspits. De kerk is het enige rijksmonument van Hommerts.

## Jeltesloot Aquaduct

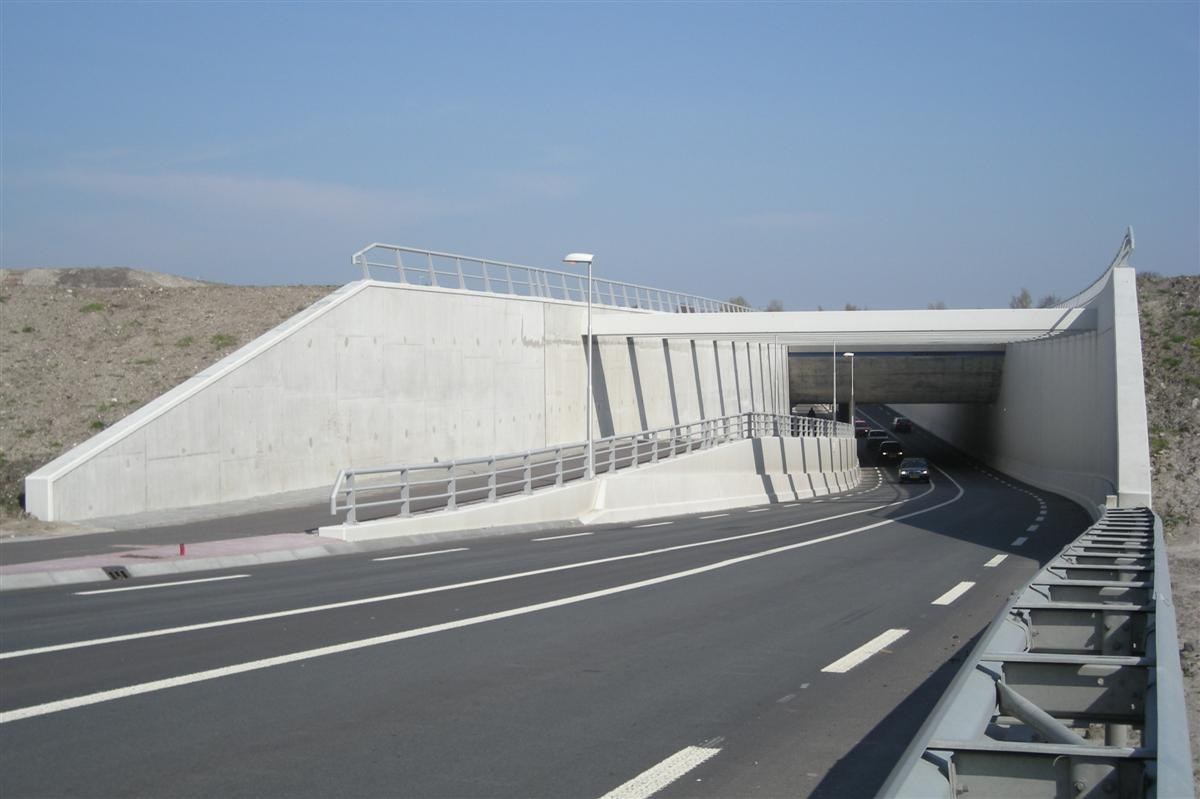
Het Jeltesloot Aquaduct

Aan de zuidzijde van Hommerts ligt het Jeltesloot Aquaduct waar de Jeltesloot en de N354 elkaar kruisen. Het Aquaduct werd op 23 november 2007 opengesteld voor verkeer.

## Sport
De meeste sportverenigingen in het dorp zijn gezamenlijke verenigingen van het tweelingdorp. De meeste daarvan zijn gevestigd in Hommerts. Het gaat onder meer om de kaatsvereniging De Boppeslach, de voetbalvereniging VV HJSC, volleybalvereniging Far út, zeilvereniging Sterke Yerke, gymnastiekvereniging SHELL en de ijsclub Iendracht.

## Cultuur

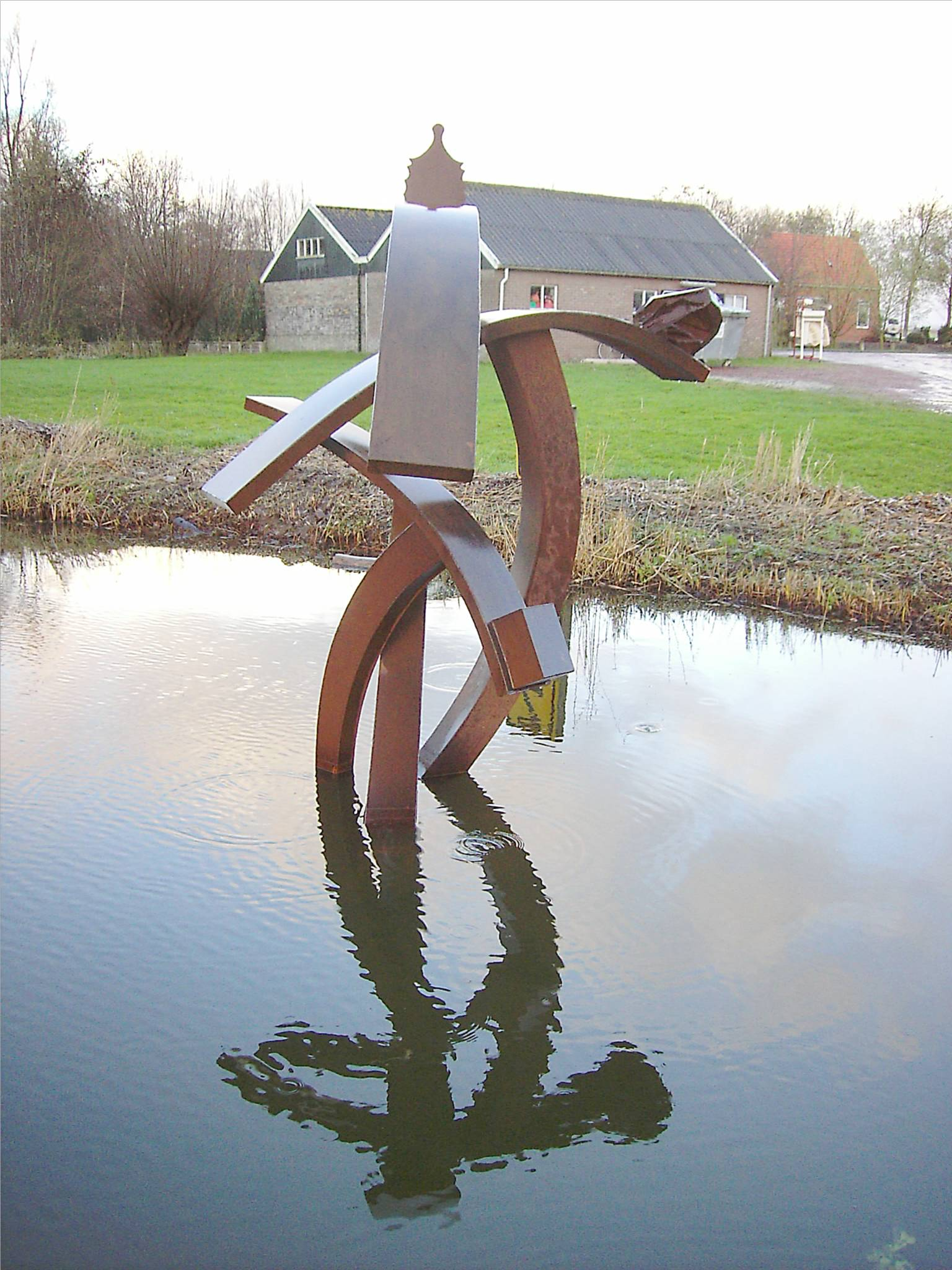
Beeld van Hennie de Boer uit 2005

Net als bij de sportvereniging zijn de meeste culturele verenigingen gezamenlijke verenigingen van het tweelingdorp. Het betreft onder meer de muziekvereniging Ere Zij God en de toneelvereniging De Spegel. In Hommerts staat tevens het dorpshuis Oan it Far.

## Onderwijs
Het dorp heeft een eigen basisschool, de Van Haersma Buma geheten.

## Geboren in Hommerts
- Jikke Ozinga (1906-1996), herbergier en hotelhoudster
- Gerben Gerbrandy (1952-), politicus
- Klaske Hofstee (1968)

## Openbaar vervoer
Bus (Qbuzz):
- Lijn 42: Sneek - IJlst - Heeg - Hommerts - Woudsend - Tjerkgaast - Spannenburg - Follega - Eesterga - Lemmer
- Lijn 44: Sneek - Jutrijp - Hommerts - Woudsend - Ypecolsga - Harich - Balk - Sondel - Oudemirdum - Bakhuizen - Hemelum - Koudum - Workum - Bolsward
- Lijn 45: Sneek - Jutrijp - Hommerts - Woudsend - Ypecolsga - Elahuizen - Oudega - Hemelum
- Lijn 46: Sneek - Jutrijp - Hommerts - Osingahuizen - Heeg - Lytshuizen - Oudega